# 劳氏公司
劳氏公司（英語：Lowe's Companies, Inc.），简称劳氏（Lowe's，/loʊz/），是一家专门从事家居装修的美国零售公司。 该公司总部位于北卡罗来纳州穆尔斯维尔，在美国和加拿大经营着连锁零售店。截至2021年2月，劳氏及其相关业务在北美经营着2,197家家居装饰和五金店。
劳氏是美国第二大五金连锁店，仅次于竞争对手家得宝，领先于梅纳尔兹。它也是世界第二大五金连锁店，同样落后于家得宝，但领先于欧洲零售商乐华梅兰、B&Q和欧倍德。